# Aziz Domet
Aziz Domet, (arabisch عزيز ضمط, DMG ʿAzīz Ḍumiṭ, geb. am 25. Juni 1890 in Kairo, gest. am 27. Juni 1943 in Berlin) auch bekannt als Asis Domet, war ein palästinensischer Lehrer, Dramatiker, Schriftsteller und Dichter, der vor allem in Deutschland und Palästina wirkte und sich für das Zusammenleben von Juden und Arabern einsetzte.

## Leben

### Frühes Leben (1890–1910)
Domet wurde in 1890 im ägyptischen Kairo als Sohn des protestantischen Palästinensers Sulaiman Domet (gest. 1901) geboren, der in Deutsch-Ostafrika als Dragoman für die Schutztruppe im Dienst der deutschen Kolonialmacht stand. 1892 kehrte die Familie aus Daressalam ins Osmanische Reich nach Palästina zurück, wo er die deutsche Schule in Haifa besuchte. Domet machte am Syrischen Waisenhaus in Jerusalem sein Lehrerexamen.

### Erster Aufenthalt in Europa und Zeit des Ersten Weltkriegs (1910–1920)
Im Frühjahr 1910 ging Domet erstmals nach Europa. In München begegnete er unter anderem Jocza Savits und Ernst von Possart, in Budapest Oskar Beregi, Hermann Vámbéry und Ignaz Goldziher. In Budapest entstanden auch seine ersten dramatischen Werke, aus denen am 11. Juni 1914 in Wien in der Orientalischen Akademie gelesen wurde. Der Ausbruch des Ersten Weltkriegs trieb Domet zurück in den Nahen Osten, wo er in Syrien und Palästina weitere Werke publizierte.

### Zweiter Aufenthalt in Europa (1920–1921)
Im Frühjahr 1920 kehrte Domet nach Europa zurück, wo er sich an der Friedrich-Wilhelm-Universität einschrieb und für die Vossische Zeitung und Neue Preußische Zeitung publizierte. Domet verfolgte das Ziel eines deutsch-arabischen Kulturtransfers; so sollten nahöstliche Themen und Werke aus dem Arabischen ins Deutsche und deutsche Werke ins Arabische übersetzt und unters Volk gebracht werden. 1920 und 1922 wurden seine im Nahen Osten entstandenen Werke Der letzte Omajade und Die Tänzerin von Fayum publiziert sowie am 24. Januar 1921 seine Werke Haremsspiel und Belsazar im Potsdamer Schauspielhaus aufgeführt. Am 15. April 1920 folgte die Lesung seines Ben Sina im Berliner Lessing-Museum. Das Presseecho über sein Werk war gemischt, aber anerkennend.
Am 18. November 1920 heiratete Domet seine Frau Adelheid Köbcke, die Tochter eines Kreuzberger Bauunternehmers.

### Versuch der Verständigung zwischen Arabern und Juden (1920–1928)
Im Sommer 1921 kehrte Domet mit seiner Frau ins britische Mandatsgebiet Palästina zurück, wo sich die Spannungen zwischen indigenen Arabern und im Zuge der Alija aus Europa einwandernden Juden verschärften. Domet sah seine Aufgabe darin den Spannungen durch kulturellen Austausch entgegenzutreten und beide Bevölkerungsgruppen durch das Wort zusammenzubringen. In der jüdischen Presse beschrieb er etwa seinen "Traum von Tel-Awiw", eines geistigen Austausches und friedlichen Nebeneinanders von Arabern und Juden. Am 3. Januar 1923 wurde sein Stück Josef Trumpeldor in Jerusalem aufgeführt; in dem Werk lässt Domet unter anderen einen Araber im Dienst der jüdischen Nationalbewegung sterben.
Jüdisch-zionistische Stimmen lobten Domets Werk. Israel Zangwill würdigte Domet als "Araber, der in deutscher Sprache schreibt, doch frei ist von deutscher Judäophobie." Rudolf Seiden würdigte Domet als "einen der besten und aufrichtigsten Kämpfer für die Verständigung unserer uralten Nationen." Während Domets Vermittlungsversuche zwischen Juden und Arabern von letzteren als Verrat oder zumindest Opportunismus wahrgenommen wurden, wurde sie von Juden als Parteinahme für den Zionismus missverstanden. Auf Empfehlung der Zionistischen Weltorganisation versuchte der Keren Hayesod, in Person von Chaim Weizmann und Frederick Kisch, vergeblich Aziz Domet als Propagandaredner in Österreich und Deutschland zu gewinnen.

### Dritter Europa-Aufenthalt und Verschärfung des Paläsinakonflikts (1928–1939)
Wirtschaftliche Not trieb Domet schließlich wieder nach Deutschland. Zwar veröffentlichte Domet in dieser Zeit weitere Werke wie Schlangenzauber, Fräulein Seele und Uili von Akko, doch konnte er davon nicht seine Familie ernähren; auch Publikum und Kritiker waren ihm nicht mehr gewogen; sein Ende 1929 veröffentlichtes Werk Anajaschleier mit einer jüdischen Hauptfigur, wo er versuchte islamische Geschlechterbeziehungen darzustellen, wurde von der B.Z. als folkloristische Lustbarkeit mit Bauchtanzeinlage verspottet.
Ende 1929 kehrte Domet nach Palästina zurück, wo sich die Spannungen zwischen Juden und Araber immer mehr verschärften und zum Arabischen Aufstand in Palästina 1936–1939 eskalierten. In dieser Zeit erschienen kaum noch Werke von ihm.

### Letzte Lebensjahre in NS-Deutschland (1939–1943)
Im Juni 1939 reiste Domet erneut nach Deutschland zurück; der Ausbruch des Zweiten Weltkriegs verunmöglichte ihm die Rückkehr. Domet versuchte im nationalsozialistischen Deutschland zu publizieren, doch seine philosemitische Publikationen in der Vergangenheit führten zu einer ablehnenden Haltung des NS-Propagandaministeriums, sodass nicht eine Zeile von Domet publiziert wurde.
Ohne Einkommen in Deutschland festsitzend, arbeitete Domet zunächst gegen Stundenhonorar als Übersetzer in der arabischen Redaktion der Reichs-Rundfunk-Gesellschaft. Ende 1939 bzw. Anfang 1940 wechselte er nach Fürsprache von Fritz Grobba als Übersetzer ins Auswärtige Amt.
Im September 1939 wurde Domet vom Sicherheitsdienst des Reichsführers SS als "Sondergänger mit sehr zweifelhaftem Ruf" eingestuft. Am 14. März 1940 wurde er von der Geheimen Staatspolizei verhaftet, wo ihm Geldannahme eines ausländischen Staates (der USA) vorgeworfen wurde. Nach intensiven Bemühungen von Fritz Grobba und Unterstaatssekretär Theodor Habicht sah man von einer Internierung von Domet im Stalag XIII in Nürnberg ab; im August 1940 wurde er unter Auflagen aus der Polizeihaft entlassen.
Domet konnte weiter im Auswärtigen Amt arbeiten und versuchte sich gegenüber dem NS-Staat als vom Philosemitismus geläutert zu geben. Im Juni 1942 bot er sein Stück "Der weise Khedive" als Beitrag "zur Annäherung des geistigen Morgenlandes an Deutschland" an, doch lehnte das NS-Propagandaministerium ab.
Aziz Domet starb am 27. Juni 1943 in Berlin.

## Werk
Domets literarisches Werk umfasst mehr als 30 Gedichte, Romane und Bühnenstücke.